# Cylloceria tincochacae
Cylloceria tincochacae är en stekelart som beskrevs av Henry Lorenz Viereck 1913. Cylloceria tincochacae ingår i släktet Cylloceria och familjen brokparasitsteklar. Inga underarter finns listade i Catalogue of Life.